# Stefan Boermans
Stefan Boermans (Hengelo, 13 de dezembro de 1994) é um jogador de vôlei de praia neerlandês.

## Carreira
Nas areias iniciou profissionalmente ao lado de Casper Haanappel em 2018, sobretudo nas competições nacionais, como vice-campeonato na etapa de Zutphen, décimo lugar em Vrouwenpolder, quinto lugar em Utreque e o terceiro posto em Eindhoven, obtiveram o terceiro lugar no torneio uma estrela de Samsun, válido pelo Circuito Mundial daquele ano e também ao lado de Ruben Penninga sagrou-se- vice-campeão do Torneio  da WEZVA( Associação Zonal de Voleibol da Europa Ocidental) em Portugal.
Na temporada de 2019 passa a jogar com Dirk Boehlé e após terminaram em quinto lugar em Zaanstad, quarto lugar nas etapas de Breda e Flessingue, terceiro posto em  Zutphen,  os vice-campeonatos em Scheveningen e Vrouwenpolder, e os títulos em Almelo, Groninga, Heerenveen e Heerlen, conquistaram o vice-campeonato neerlandês geral.E no Circuito Mundial obtiveram o  ouro no torneio uma estrela em Montpellier, permanecendo com esta formação de dupla até início de 2020. 
No segundo semestre de 2020 anuncia dupla com Yorick de Groot desde 2020,  no campeonato nacional foram campeões das etapas de Almelo, Zaanstad, Breda e Ultreque , além do vice-campeonato em Scheveningen, renderam-lhes o vice-campeonato neerlandês geral.No Circuito Mundial de 2021 alcançaram o quinto lugar duas vezes nos torneios quatro estrelas de Cancún e obtiveram o primeiro ouro no torneio quatro estrelas de Gstaad. Sagraram-se vice-campeões da CEV Continental Cup 2021, perdendo o jogo um dos três válidos para qualificação olímpica.

## Títulos e resultados
- Elite 16 de Doha do Circuito Mundial de Vôlei de Praia de 2024
- Torneio 4* de Gstaad do Circuito Mundial de Vôlei de Praia de 2021
- Torneio 1* de Montpellier do Circuito Mundial de Vôlei de Praia de 2019
- Torneio 1* de Samsun do Circuito Mundial de Vôlei de Praia de 2018
- Circuito Neerlandês de Vôlei de Praia:2019 e 2020